# Theophilus Van Kannel

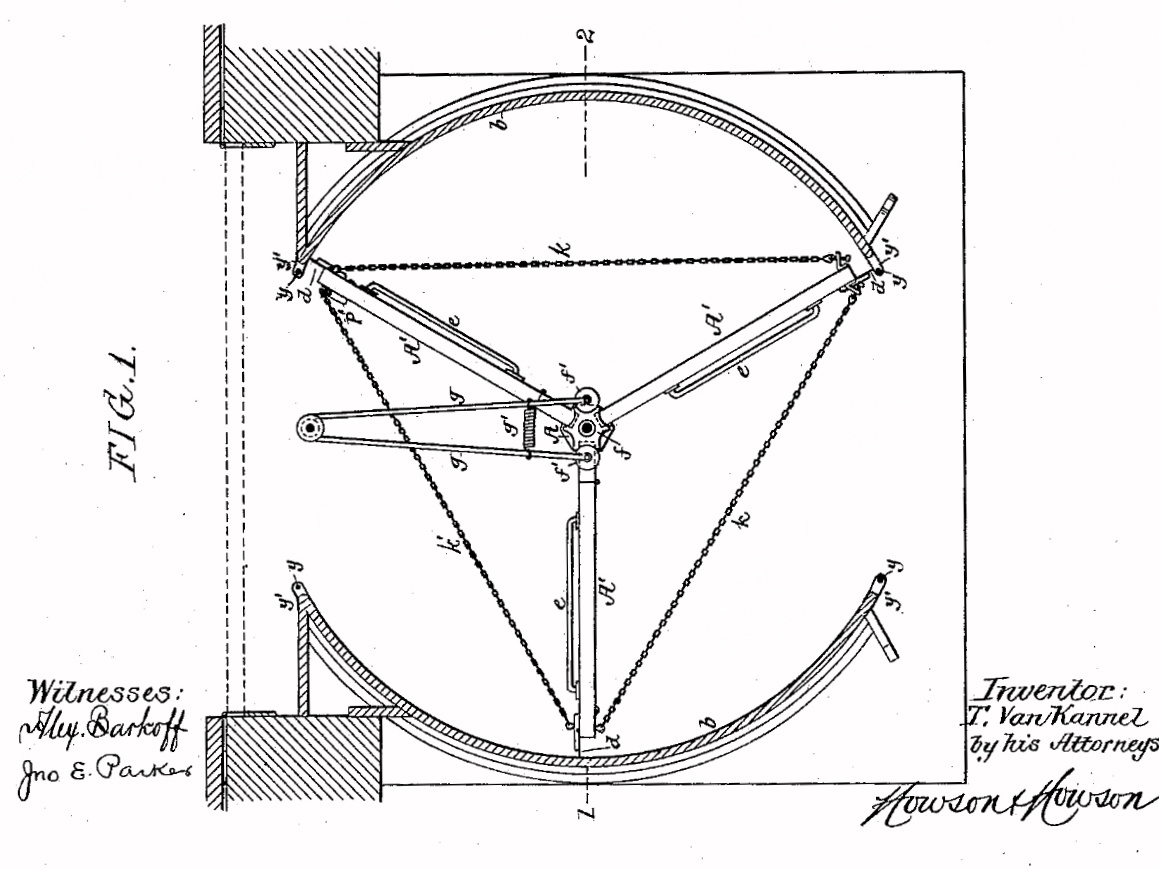
afbeelding uit Van Kannels patent voor de draaideur

Theophilus Van Kannel (1841, Philadelphia, Pennsylvania - 1919) was een Amerikaanse uitvinder. Hij werd bekend door zijn uitvinding van de draaideur, waarop hij op 7 augustus 1888 een patent verwierf. Van Kannel werd in 1889 voor zijn uitvinding en de bijdrage die deze aan de samenleving gaf beloond met de "John Scott Legacy Medal", een onderscheiding van het Franklin Instituut. Hij richtte de Van Kannel Revolving Door Company op, die in 1907 werd opgekocht door de International Steel Company, een bedrijf dat tegenwoordig nog steeds bestaat onder de naam International Revolving Door Company.